# سكوت وليامز
سكوت وليامز (بالإنجليزية: Scott Williams)‏ هو رسام أمريكي، ولد في 1956 في لوس أنجلوس في الولايات المتحدة.